# Turibio Santos
Turíbio Soares Santos (* 7. März 1943 in São Luís do Maranhão) ist ein brasilianischer Gitarrist.

## Leben
Santos wurde 1943 in São Luís do Maranhão geboren, 1946 zog die Familie nach Rio de Janeiro. Santos wuchs in einer musikalischen Familie mit Eltern, Großeltern, drei Geschwistern und zwei Halbschwestern auf. Im Alter von 12 Jahren bekam er ersten Gitarrenunterricht von seiner Mutter und den Lehrern seiner Schwestern.
1958 nahm er an einer Vorlesung von Heitor Villa-Lobos teil, die Mitschriften verarbeitete er später zum Buch „Villa-Lobos and the Guitar“. 1961 lud Villa-Lobos’ Witwe Arminda ihn ein, die Douze études für Gitarre aufzunehmen. Im November 1962 spielte er außerdem die Welturaufführung von Villa-Lobos’ Sexteto Místico in Rio de Janeiro.
1962 begann Santos zunächst ein Architekturstudium in Rio de Janeiro, startete aber gleichzeitig seine Konzertkarriere mit einem Auftritt in seiner Geburtsstadt São Luís do Maranhão. Weitere Konzertauftritte, Plattenaufnahmen und Preise bei Wettbewerben folgten, so dass er schon 1963 das Architekturstudium aufgab. 1965 gewann er den Ersten Preis des Concours International de Guitare des französischen Rundfunks und ließ sich in Paris nieder, wo er anschließend auch von Julian Bream und Andrés Segovia unterrichtet wurde. In den nächsten Jahren unternahm er von Paris aus Konzertreisen (im Sommer unter anderem nach Brasilien) und Plattenaufnahmen, auch seine beiden Kinder wurden in Paris geboren. Zudem stellte er zahlreiche Bearbeitungen von Werken brasilianischer und französischer Komponisten für den Verlag Max Eschig in Paris fertig.
1974 zog Santos zurück nach Rio de Janeiro und unternahm bis 1980 weiterhin ausgedehnte Konzertreisen. Ab 1980 begann er mit dem Aufbau von Gitarrenklassen, unter anderem an der Universidade Federal do Rio de Janeiro und gründete 1982 das Orquestra de Guitarras do Rio de Janeiro. Mitte 1986 übernahm er die Leitung des Museu Villa-Lobos.
Santos erhielt zahlreiche Auszeichnungen, darunter als Chevalier de la Légion d’honneur.

## Werk

### Aufnahmen
Santos nahm weit mehr als 50 Alben auf (nach seiner Biographie erschien 2003 die 55. Aufnahme). Schwerpunkte sind brasilianische Komponisten, darunter vor allem Villa-Lobos. Aber auch Aufnahmen der Werke von Bach und Rodrigo und zahlreichen anderen internationalen Komponisten liegen vor.

### Monographien
- Turibio Santos: Heitor Villa-Lobos and the guitar. Übersetzt von Victoria Forde und Graham Wade. Gurtnacloona, 1985, ISBN 0-947600-02-7.
- Turibio Santos: Segredos de Violão. Dreisprachige Einführung in das Gitarrenspiel. Mit Illustrationen von Claudio Lobato. Rio de Janeiro. 1992.

### Notenausgaben
- Für Max Eschig in Paris: Ca. 30 Ausgaben verschiedener Komponisten von Gaspar Sanz über Ludwig van Beethoven und Isaac Albéniz bis Radamés Gnattali.
- Für Ricordi in São Paulo: Ca. 20 Ausgaben, darunter zahlreiche Choros von João Pernambuco